# 2 مارس
- السبت
- الأحد
- الاثنين
- الثلاثاء
- الأربعاء
- الخميس
- الجمعة

- 11 رمضان 1446  هـ
- 22 رمضان 1446  هـ
- 33 رمضان 1446  هـ
- 44 رمضان 1446  هـ
- 55 رمضان 1446  هـ
- 66 رمضان 1446  هـ
- 77 رمضان 1446  هـ
- 88 رمضان 1446  هـ
- 99 رمضان 1446  هـ
- 1010 رمضان 1446  هـ
- 1111 رمضان 1446  هـ
- 1212 رمضان 1446  هـ
- 1313 رمضان 1446  هـ
- 1414 رمضان 1446  هـ
- 1515 رمضان 1446  هـ
- 1616 رمضان 1446  هـ
- 1717 رمضان 1446  هـ
- 1818 رمضان 1446  هـ
- 1919 رمضان 1446  هـ
- 2020 رمضان 1446  هـ
- 2121 رمضان 1446  هـ
- 2222 رمضان 1446  هـ
- 2323 رمضان 1446  هـ
- 2424 رمضان 1446  هـ
- 2525 رمضان 1446  هـ
- 2626 رمضان 1446  هـ
- 2727 رمضان 1446  هـ
- 2828 رمضان 1446  هـ
- 2929 رمضان 1446  هـ
- 301 شوال 1446  هـ
- 312 شوال 1446  هـ
- 13 شوال 1446  هـ
- 24 شوال 1446  هـ
- 35 شوال 1446  هـ
- 46 شوال 1446  هـ

2 مارس أو 2 آذار أو يوم 2 \ 3 (اليوم الثاني من الشهر الثالث) هو اليوم الحادي والستون (61) من السنة البسيطة، أو اليوم الثاني والستون (62) من السنوات الكبيسة وفقًا للتقويم الميلادي الغربي (الغريغوري). يبقى بعده 304 يومًا لانتهاء السنة.

## أحداث
- 986 - لويس الخامس يتولى حكم الفرنجة.
- 1807 -
  - بريطانيا تمنع تجارة الرقيق بين أفريقيا وأمريكا، وتدعو الدول الأوروبية الأخرى إلى فعل نفس الشيء.
  - الكونغرس الأمريكي يقر قانون حظر استيراد العبيد إلى أي ميناء أو مكان في الولايات المتحدة.
- 1836 - الإعلان عن استقلال تكساس عن المكسيك.
- 1848 - تقليص ساعات العمل في فرنسا.
- 1855 - تتويج ألكسندر الثاني إمبراطورًا على الإمبراطورية الروسية.
- 1903 - افتتاح «فندق مارثا واشنطن» في مدينة نيويورك ليكون أول فندق للنساء فقط.
- 1933 - أول عرض لفيلم كينغ كونغ في نيويورك.
- 1934 - انشقاق داخل الحزب الحر الدستوري في تونس وتأسيس حزب جديد يرأسه محمود الماطري يتولى كتابته العامة الحبيب بورقيبة، وقد عرف الحزب الجديد باسم الحزب الحر الدستوري الجديد.
- 1941 - وحدات الجيش الألماني تدخل بلغاريا بعد انضمامها إلى دول المحور في الحرب العالمية الثانية.
- 1943 - وقوع «معركة بسمارك البحرية» وذلك أثناء الحرب العالمية الثانية، حيث قامت القوات الأمريكية والأسترالية بإغراق قافلة سفن يابانية.
- 1946 - هو تشي منه يستلم الحكم في فيتنام الشمالية.
- 1953 - بث حفل توزيع جائزة الأوسكار لأول مرة على شاشة التلفزيون.
- 1955 -
  - ملك كمبوديا «نورودوم سيهانوك» يتخلى عن العرش لصالح والده الملك «نورودوم سوراماريت».
  - سوريا ومصر توقعان في دمشق اتفاقاً للدفاع المشترك ينص على تأسيس قيادة عسكرية مشتركة، واعتبر ذلك رداً من البلدين على توقيع الاتفاق التركي-العراقي الذي مثّل نواة حلف بغداد. انضمت السعودية بعد حوالي أسبوعين إلى هذا الاتفاق، بينما رفض لبنان والأردن الانضمام.
- 1956 - الحكومة الفرنسية تعترف باستقلال المغرب في التصريح الموقع بين الملك محمد الخامس والحكومة الفرنسية.
- 1962 - الجيش البورمي بقيادة الجنرال «ني ون» يستولي على السلطة في انقلاب عسكري.
- 1969 - إقلاع أول رحلة تجريبية لطائرة كونكورد.
- 1970 - الإعلان عن قيام جمهورية روديسيا وقطع آخر صلة لها مع التاج البريطاني.
- 1977 - إعلان قيام سلطة الشعب في ليبيا.
- 1978 - التشيكي فلاديمير ريميك يصبح أول رائد فضاء من جنسية غير روسية أو أمريكية يذهب إلى الفضاء عندما سافر على متن المركبة سيوز 28.
- 1982 - 15 شخص من المتطرفين اليهود من جماعة أمناء جبل الهيكل من مستوطني «كريات أربع» مزودة بالأسلحة النارية يقتحمون المسجد الأقصى من باب السلسلة ويعتدون على حراس المسجد في الداخل.
- 1987 - شركة كرايسلر تتملك شركة أمريكان موتورز.
- 1992 - انضمام أرمينيا وأذربيجان وكازاخستان وقيرغيزستان ومولدوفا وسان مارينو وطاجيكستان وتركمانستان وأوزبكستان إلى الأمم المتحدة.
- 2004 -
  - منظمة أمناء جبل الهيكل تقدم إلتماسًا إلى المحكمة العليا الإسرائيلية من أجل استصدار قرار يمنع أعمال ترميم تقوم بها دائرة الأوقاف الإسلامية في القدس.
  - تفجيرات إنتحارية في كربلاء والكاظمية تودي بحياة أكثر من 220 مدنيًا عراقيًا وجرح 1500 آخرين.
- 2008 - انتخاب دميتري ميدفيديف رئيسًا لروسيا الاتحادية بعد حصوله على 69% من الأصوات في الانتخابات الرئاسية.
- 2009 - جنود غين بيساويين يغتالون الرئيس جواو برناردو فييرا بعد يوم من مقتل قائد الجيش الجنرال باتيستا تاغمي ناواي.
- 2017 - الجيش السوري يستعيد مدينة تدمر بعد أربعة أشهر من سقوطها بأيدي تنظيم الدولة الإسلامية في العراق والشام للمرة الثانية.
- 2018 -
  - وفاة 26 شخصًا على الأقل وإصابة 4 آخرين في حريق اندلع في العاصمة الأذربيجانية باكو.
  - مقتل 30 شخصًا على الأقل وإصابة 85 آخرين في سلسلة هجمات إرهابية في واغادوغو عاصمة بوركينا فاسو.
- 2020 - قوات النظام السوري وقوات حزب الله اللبناني تستعيد السيطرة على مدينة سراقب في محافظة إدلب، مدعومة من الطيران الروسي.
- 2025 - فوز فيلم «أنورا» بخمس جوائز بما فيها جائزة أفضل فيلم وفيلم «لا أرض أخرى» من إخراج باسل عدرا بجائزة أفضل فيلم وثائقي في حفل توزيع جوائز الأوسكار السابع والتسعين.

## مواليد
- 1459 - أدريان السادس، بابا الكنيسة الرومانية الكاثوليكية.
- 1793 - سام هيوستن، سياسي أمريكي.
- 1820 - مولتاتولي، كاتب هولندي.
- 1824 - بدرجيخ سميتنا، موسيقي تشيكي.
- 1905 - هوارد جارنز، مخترع لعبة السودوكو.
- 1926 - مري روثبورد، اقتصادي نمساوي أمريكي.
- 1931 - ميخائيل غورباتشوف، آخر رؤساء الاتحاد السوفيتي، حاصل على جائزة نوبل للسلام عام 1990.
- 1937 - عبد العزيز بوتفليقة، رئيس الجزائر.
- 1938 - ريكاردو لاغوس، رئيس تشيلي.
- 1940 -
  - غازي عبد الرحمن القصيبي، شاعر وأديب وسفير ووزير سعودي.
  - بيلي مكنيل، لاعب ومدرب كرة قدم اسكتلندي.
- 1947 - هاري ريدناب، لاعب ومدرب كرة قدم إنجليزي.
- 1949 -
  - بندر بن سلطان بن عبد العزيز آل سعود، الأمين العام لمجلس الأمن الوطني السعودي.
  - سهير رمزي، ممثلة مصرية.
- 1955 - أساهارا شوكو، قائد مجموعة دينية يابانية.
- 1962 - جون بون جوفي، مغني أمريكي.
- 1968 - دانيال كريغ، ممثل إنجليزي.
- 1975 - رانيا محمد، ممثلة سعودية.
- 1976 - شيدا محمدي، شاعرة وروائية‌ إيرانية.
- 1979 - نيكي ويفر، لاعب كرة قدم إنجليزي.
- 1980 - إيديسون نوبري، لاعب كرة قدم أنغولي.
- 1982 - كيفن كوراني، لاعب كرة قدم ألماني.

## وفيات
- 1240 - أحمد بن خليل الخويي، عالم مسلم ومتكلم وقاضٍ.
- 1835 - فرانسيس الثاني، إمبراطور الإمبراطورية الرومانية المقدسة.
- 1855 - نيكولاي الأول، إمبراطور روسيا الخامس عشر.
- 1895 - الخديوي إسماعيل، خامس حكام مصر من الأسرة العلوية.
- 1928 - محمد جعفر شبر، عالم مسلم إيراني عراقي.
- 1930 - ديفيد هربرت لورانس، أديب بريطاني.
- 1978 - زينات صدقي، ممثلة مصرية.
- 1998 - مأمون الكزبري، رئيس حكومة سوري أسبق.
- 2009 - جواو برناردو فييرا، رئيس غينيا بيساو.
- 2015 - دايف مكاي، لاعب ومدرب كرة قدم اسكتلندي.
- 2017 - محمد ياسر طاهر، معتقل سابق في غوانتانامو.
- 2019 - زكي مبارك، مؤرخ مغربي.
- 2020 - ريمون بطرس، مخرج سينمائي سوري.
- 2022 - سليمان الخراشي، كاتب سعودي.

## أعياد ومناسبات
- عيد الاستقلال في تكساس.
- عيد الأعلى عند البهائية.

## وصلات خارجية
- وكالة الأنباء القطريَّة: حدث في مثل هذا اليوم.
- النيويورك تايمز: حدث في مثل هذا اليوم.
- BBC: حدث في مثل هذا اليوم.